# Dale Carnegie
Dale Breckenridge Carnegie (trước kia là Carnagey cho tới năm 1922 và có thể một thời gian muộn hơn) (24 tháng 11 năm 1888 – 1 tháng 11 năm 1955) là một nhà văn và nhà thuyết trình Mỹ và là người phát triển các lớp tự giáo dục, nghệ thuật bán hàng, huấn luyện đoàn thể, nói trước công chúng và các kỹ năng giao tiếp giữa mọi người. Ra đời trong cảnh nghèo đói tại một trang trại ở Missouri, ông là tác giả cuốn Đắc Nhân Tâm, được xuất bản lần đầu năm 1936, một cuốn sách hàng bán chạy nhất và được biết đến nhiều nhất cho đến tận ngày nay, nội dung nói về cách ứng xử, cư xử trong cuộc sống. Ông cũng viết một cuốn tiểu sử Abraham Lincoln, với tựa đề Lincoln con người chưa biết, và nhiều cuốn sách khác.
Carnegie là một trong những người đầu tiên đề xuất cái ngày nay được gọi là đảm đương trách nhiệm, dù nó chỉ được đề cập tỉ mỉ trong tác phẩm viết của ông. Một trong những ý tưởng chủ chốt trong những cuốn sách của ông là có thể thay đổi thái độ của người khác khi thay đổi sự đối xử của ta với họ.

## Tiểu sử
Dale Carnegie sinh năm 1888 tại Maryville, Missouri, trong một gia đình nông dân, con trai thứ hai của James William Carnagey (sinh tại Indiana, tháng 2 năm 1852 – 1941) và vợ là Amanda Elizabeth Harbison (sinh tại Missouri, tháng 2 năm 1858 – 1939) Tuổi thanh niên, dù phải dậy từ bốn giờ sáng mỗi ngày để vắt sữa bò cho gia đình, ông vẫn cố gắng tốt nghiệp State Teacher's College tại Warrensburg. Công việc đầu tiên của ông sau khi tốt nghiệp là bán phiếu theo học các lớp hàm thụ cho những người nông dân; sau đó ông chuyển sang bán thịt lợn xông khói, xà phòng và mỡ lợn cho Armour & Company. Ông đã thành công trong việc thiết lập thị trường tiêu thụ tại Nam Omaha, Nebraska trở thành thị trường chính của công ty.
Sau khi để giành được $500, Carnegie bỏ nghề bán hàng năm 1911 để theo đuổi giấc mơ từ lâu là trở thành một nhà thuyết trình Chautauqua. Nhưng cuối cùng ông lại theo học Học viện Nghệ thuật Kịch Mỹ tại New York, nhưng hầu như không có thành công với tư cách một diễn viên, dù có tài liệu ghi lại ông đã đảm nhiệm vai Dr. Hartley trong một chuyến biểu diễn lưu động của Gánh xiếc Polly. Khi công việc chấm dứt, ông quay trở về New York, thất nghiệp, gần phá sản, và sống tại YMCA ở Phố 125. Chính tại đây ông nảy sinh ý tưởng giảng dạy môn nói trước công chúng, và ông đã theo đuổi một vị quản lý "Y" nhằm cho phép ông mở một lớp học và trao cho họ 80% lợi nhuận. Trong khóa học đầu tiên, ông hầu như không có tài liệu để dạy: ứng tác, ông đề nghị các sinh viên nói về "điều đã khiến họ nổi giận", và phát hiện ra rằng kỹ thuật này khiến diễn giả không cảm thấy sợ khi nói trước đám đông. Từ khởi đầu năm 1912 này, các khóa học của Dale Carnegie bắt đầu phát triển. Carnegie đưa được vào trong mỗi người Mỹ một tham vọng phát triển tự tin hơn, và tới năm 1914, ông đã kiếm được $500 - con số tương đương $10.000 ngày nay - mỗi tuần.
Có lẽ một trong những hành động marketing thành công nhất của Carnegie là thay đổi cách đánh vần họ của ông từ "Carnegey" thành Carnegie, ở thời điểm khi Andrew Carnegie, ông vua thép, một người không hề có họ hàng với ông đang nổi tiếng và được ngưỡng mộ khắp nơi. Tới năm 1916, Dale đã có khả năng thuê Carnegie Hall để diễn thuyết.. Tuyển tập các bài viết đầu tiên của Carnegie là Nói trước Công chúng: một khóa học Thiết thực cho Người làm Kinh doanh (1926), sau này được lấy tựa đề Nói trước Công chúng và Gây ảnh hưởng tới mọi Người trong Kinh doanh (1932). Tuy nhiên, thành tựu lớn nhất của ông chính là cuốn Đắc Nhân Tâm do Simon & Schuster xuất bản. Cuốn sách trở thành một bestseller từ khi xuất hiện năm 1937, và được tái bản tới lần thứ 17 chỉ trong vài tháng.. Khi Carnegie mất, cuốn sách của ông đã được bán tới con số 5 triệu bản bằng 31 ngôn ngữ, và đã có 450.000 người tốt nghiệp các khóa học tại Học viện Dale Carnegie  Cuốn sách nói rằng ông đã nghiên cứu hơn 150.000 bài phát biểu trong phong trào giáo dục cho người lớn ở thời điểm đó. Trong Thế chiến I ông phục vụ trong Quân đội Mỹ.
Ông ly hôn người vợ đầu năm 1931. Ngày 5 tháng 11 năm 1944, tại Tulsa, Oklahoma, ông cưới Dorothy Price Vanderpool, người cũng đã một lần ly dị. Vanderpool có hai con gái; Rosemary, từ cuộc hôn nhân đầu tiên, và Donna Dale từ cuộc hôn nhân với Dale Carnegie.
Tiểu sử chính thức do Dale Carnegie & Associates, Inc. nói rằng ông mất vì bệnh Hodgkin ngày 1 tháng 11 năm 1955. Có lời đồn đại từ lâu rằng Dale Carnegie đã tự tử. Nhiều người cho rằng lời đồn này xuất phát từ Irving Tressler, tác giả cuốn, "How to Lose Friends and Alienate People", một cuốn sách nhại không được phép cuốn sách kinh điển của Dale Carnegie.
Ông mất tại Forest Hills, New York, và được hỏa thiêu tại nghĩa trang Belton, Cass County, Missouri.

## Lớp học của Dale Carnegie
The Dale Carnegie Course là một khóa học cho những nhà kinh tế dựa trên những bài giảng của Carnegie được sử dụng rộng rãi trên toàn thế giới. Khóa học được thành lập năm 1912 và vẫn được duy trì tại trên 75 quốc gia. Khoảng 7 triệu người đã hoàn thành khóa đào tạo Dale Carnegie.

## Các cuốn sách
- Nói trước công chúng và gây ảnh hưởng tới người khác trong kinh doanh. Association Press.
- Đắc Nhân Tâm. Một cuốn sách tự học về các mối quan hệ giữa mọi người. Simon and Schuster.
- Quẳng gánh lo đi và vui sống. Một cuốn sách tự học về điều khiển stress. Simon & Schuster.
- Lincoln người chưa biết của Dale Carnegie. Một cuốn tiểu sử Abraham Lincoln. Dale Carnegie & Associates, Inc.
- The Quick and Easy Way to Effective Speaking. Principles and practical implementation of expressing oneself before groups of people. Dale Carnegie & Associates, Inc.
- The Leader In You. How to Win Friends, Influence People, and Succeed in a Changing World
- The Dale Carnegie Scrapbook, edited by Dorothy Carnegie. A collection of quotations that Dale Carnegie found inspirational interspersed with excerpts from his own writings. Simon and Schuster.
- How To Develop Self-Confidence and Influence Others Through Public Speaking.
- Managing Through People. The application of Dale Carnegie's principles of human relations to management. Simon and Schuster.